# Qeqertaq (isola, Upernavik)
Qeqertaq è un'isola della Groenlandia di 269 km², che ospita 198 abitanti. Si trova a 72°16'N 55°20'O; nella Groenlandia occidentale, nel comune di Avannaata.